# 上海冶金高等专科学校
上海冶金高等專科學校是一所曾經位於中华人民共和国上海市漕河涇新興技術開發區的普通高等學校。2000年4月，與上海輕工業高等專科學校、上海化工高等專科學校合併，共同組建上海應用技術學院。

## 校史
1954年8月上海冶金機械學校建校籌備處成立。1955年7月學校建立，定名為上海冶金機械工業學校。1958年10月更名為上海冶金專科學校，並於更名後次月併入上海鋼鐵工業學校。1963年6月學校採用籌備時的校名上海冶金機械學校。1966年文化大革命爆發後，學校於1974年9月順應當時七·二一指示，更名為上海冶金七·二一工人大學。1978年1月恢復上海冶金專科學校的校名。
1979年經國務院批准恢復大專建制。1990年10月與上海第二冶金專科學校合併，經國家教委批准後於1991年9月定校名為上海冶金高等專科學校。
1998年9月學校管理體制由上海冶金控股（集團）公司劃轉到上海市教育委員會。